# Rogoźno
Rogoźno (niem. Rogasen) – miasto w woj. wielkopolskim, w powiecie obornickim, siedziba władz gminy miejsko-wiejskiej Rogoźno. Położone na Pojezierzu Wielkopolskim, nad rzeką Wełną i jeziorem Rogoźno.
31 grudnia 2012 r. miasto miało 11 345 mieszkańców.
Miasta Stare Rogoźno i Nowe Rogoźno były miastami królewskimi Korony Królestwa Polskiego. Rogoźno należące do starostwa rogozińskiego, pod koniec XVI wieku leżało w powiecie poznańskim województwa poznańskiego. W okresie II Rzeczypospolitej oraz w latach 1945–1975 miasto administracyjnie należało do województwa poznańskiego, a od 1975 do 1998 do województwa pilskiego.

## Położenie

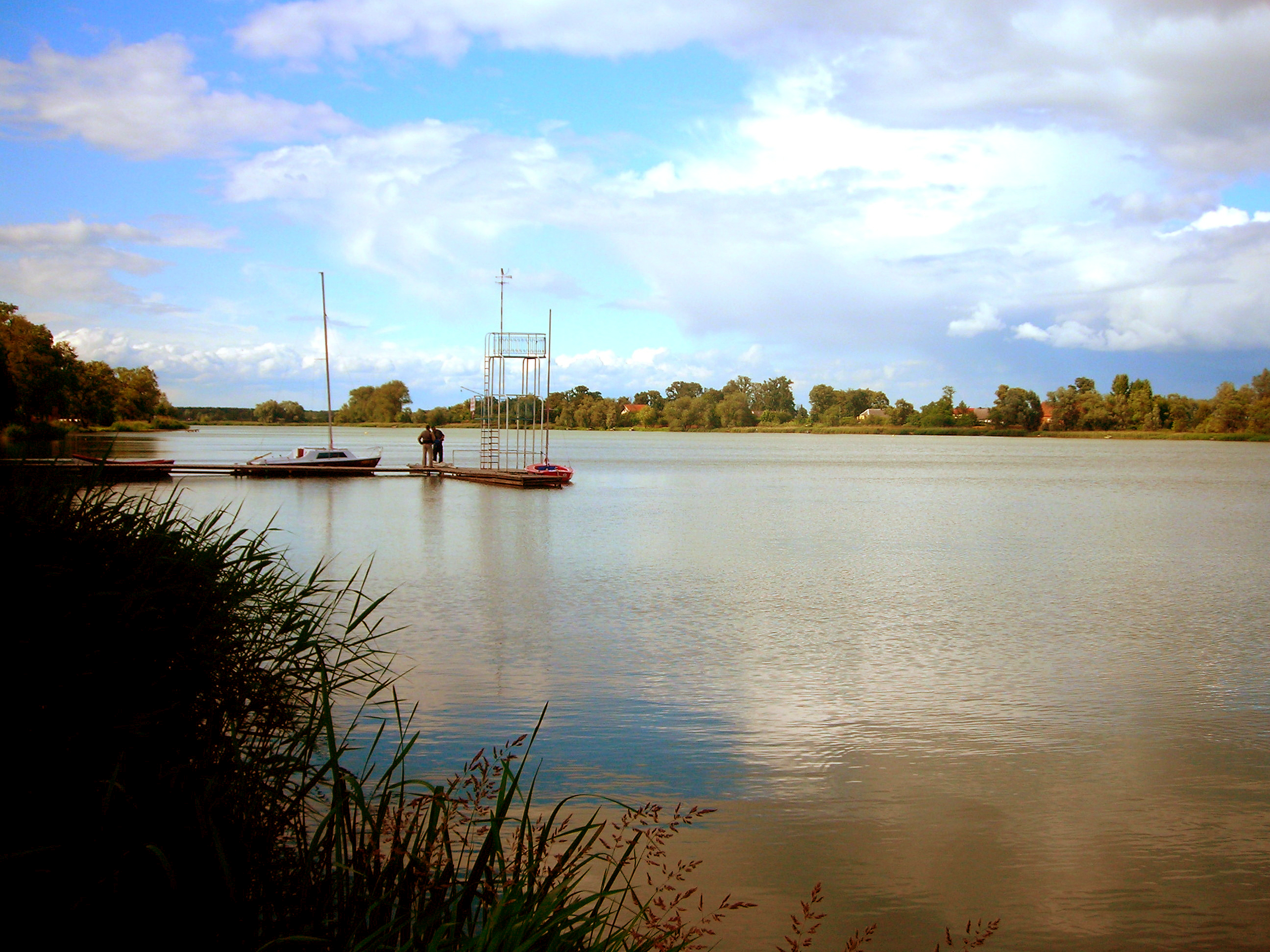
Jezioro Rogozińskie

Rogoźno położone jest nad rzekami Wełną i Małą Wełną oraz nad jeziorem Rogoźno (długie 4750 m, szerokie 350 m, 136 ha, do 6 m głębokości), na wysokości ok. 63 m n.p.m., przy drodze krajowej nr 11 Katowice – Poznań – Piła – Koszalin – Kołobrzeg, 40 km na północ od Poznania i ok. 52 km na południe od Piły. W mieście bierze początek droga wojewódzka nr 241 Rogoźno – Tuchola. Przez Rogoźno przebiegają linia kolejowa Poznań – Piła – Kołobrzeg ze stacją kolejową oraz nieczynna już linia Inowrocław – Krzyż Wlkp.
Według danych z 1 grudnia 2011 r. powierzchnia miasta wynosiła 11,24 km².

## Ludność
Według danych Głównego Urzędu Statystycznego stan z dnia 31 grudnia 2012 r. miasto Rogoźno liczyło 11 345 mieszkańców, czyli gęstość zaludnienia na obszarze miasta wynosiła 1009 osób/km².
Struktura wiekowa ludności Rogoźna przedstawia się następująco – stan na 31 grudnia 2012 roku.
| Opis                                | Ogółem | Ogółem | Kobiety | Kobiety | Mężczyźni | Mężczyźni |
| ----------------------------------- | ------ | ------ | ------- | ------- | --------- | --------- |
| Jednostka                           | osób   | %      | osób    | %       | osób      | %         |
| Populacja                           | 11 345 | 100    | 5790    | 51,04   | 5555      | 48,96     |
| Wiek przedprodukcyjny (0–17 lat)    | 2331   | 20,55  | 1116    | 9,84    | 1215      | 10,71     |
| Wiek produkcyjny (18–65 lat)        | 7308   | 64,42  | 3484    | 30,71   | 3824      | 33,71     |
| Wiek poprodukcyjny (powyżej 65 lat) | 1706   | 15,04  | 1190    | 10,49   | 516       | 4,55      |

Obliczony na podstawie tych danych współczynnik feminizacji wskazuje, że na 100 mężczyzn przypadają 104 kobiety.
Ludność w wieku nieprodukcyjnym na 100 osób w wieku produkcyjnym wynosi 55,2.
Przyrost naturalny na 1000 mieszkańców wynosi 1,8.

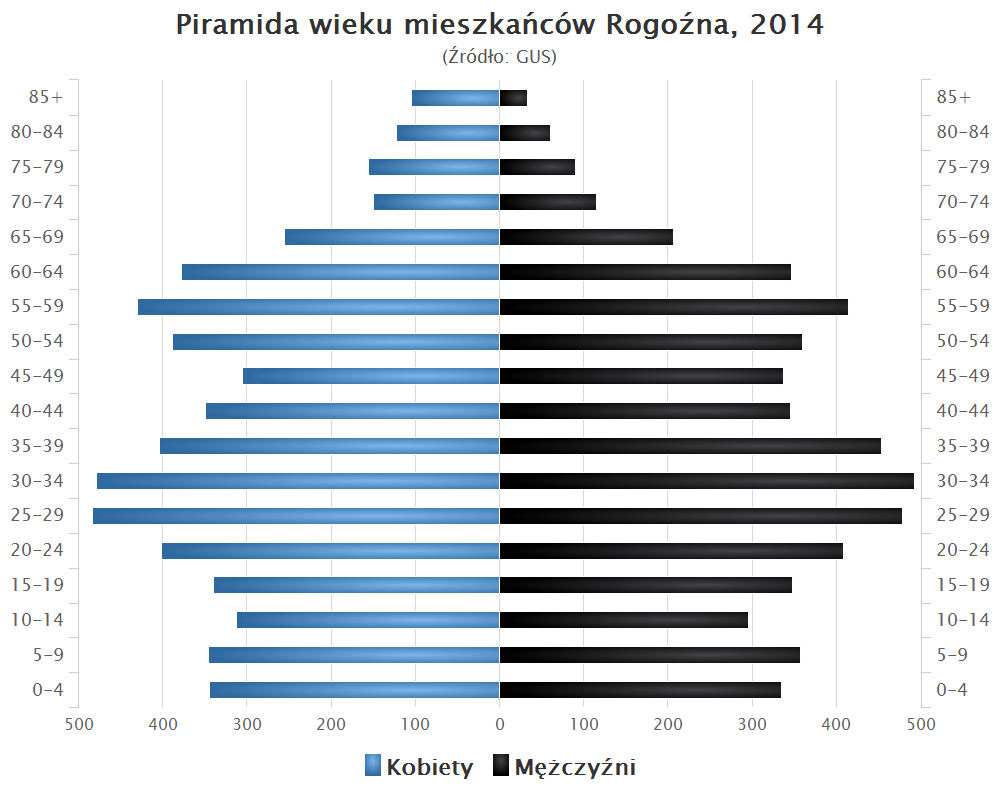
Piramida wieku mieszkańców Rogoźna w 2014 roku

Saldo migracji wynosi -48.

## Historia
Nazwa miasta pochodzi od rogoży, czyli ludowej nazwy pałki szerokolistnej – rośliny szuwarowej. Najstarsze ślady grodziska wczesnośredniowiecznego pochodzą z VIII-IX wieku. Pierwsza wzmianka pisana z 1192 (Roguezno).
Początki kasztelanii rogozińskiej przypadają najpewniej na połowę XII wieku, a więc na okres powstania nowego grodu na lewym brzegu Wełny (u wyjścia Małej Wełny z Jeziora Rogozińskiego) udokumentowanego badaniami archeologicznymi. Pod koniec 1. połowy XIII wieku Rogoźno było siedzibą dobrze funkcjonującej kasztelanii, potwierdza to dokument z 1248, w którym wymieniony jest kasztelan Gniewomir – „Gneomir castelanus de Rogozna”. Kasztelania rogozińska posiadała charakter terytorialny. Graniczyła, rozpoczynając od północy, z kasztelaniami: ujską, żońską, gnieźnieńską, radzimską, obrzycką i czarnkowską. Dokładny przebieg jej granic, z uwagi na skąpe materiały źródłowe, jest jednak trudny do określenia.
Pomimo upadku znaczenia urzędu kasztelańskiego, rogozińscy kasztelanowie występowali aż do rozbiorów w XVIII wieku, choć stanowisko miało tu już jedynie charakter tytularny. Ostatnim kasztelanem rogozińskim był wspomniany w źródłach 22 stycznia 1787 Adam Jan Malczewski (zmarły w 1804). Kasztelanowie rogozińscy mieli prawo zasiadania w Senacie I Rzeczypospolitej, jako kasztelanowie mniejsi, zwani drążkowymi. W hierarchii senackiej plasowali się między innymi przed kasztelanami radomskimi, wieluńskimi, przemyskimi, chełmskimi, bydgoskimi czy warszawskimi.
Kasztelanowie rogozińscy:
| Imię i nazwisko kasztelana                     | Lata pełnienia urzędu | Uwagi             |
| ---------------------------------------------- | --------------------- | ----------------- |
| Gniewomir z rodu Samsonów-Watów                | 1248-1251             |                   |
| Domaradzic ze Smogulca h. Grzymała             | 1280-1297             |                   |
| Sławnik h. Pałuka                              |                       | wymieniony w 1349 |
| Chwał z Werkowa h. Pałuka                      | 1360-1363             |                   |
| Janusz Furman z Zaniemyśla h. Grzymała         | 1392-1400             |                   |
| Jura z Chojnicy h. Przosna                     | 1401-1402             |                   |
| Jakusz, Jakub Przysiecki h. Grzymała           | 1405-1421             |                   |
| Jakusz, Jakub z Rynarzewa h. Szreniawa         | 1427-1431             |                   |
| Jan Oganka z Ułanowa h. Sulima                 | 1433-1447             |                   |
| Włodek, Wałach z Łagiewnik h. Sulima           | 1448-1452             |                   |
| Piotr z Głęboczka h. Łodzia                    |                       | wymieniony w 1453 |
| Przecław Potulicki h. Grzymała                 | 1458-1485             |                   |
| Jan Starszy z Danaborza h. Pałuka (syn Włodka) | 1485-1517             |                   |

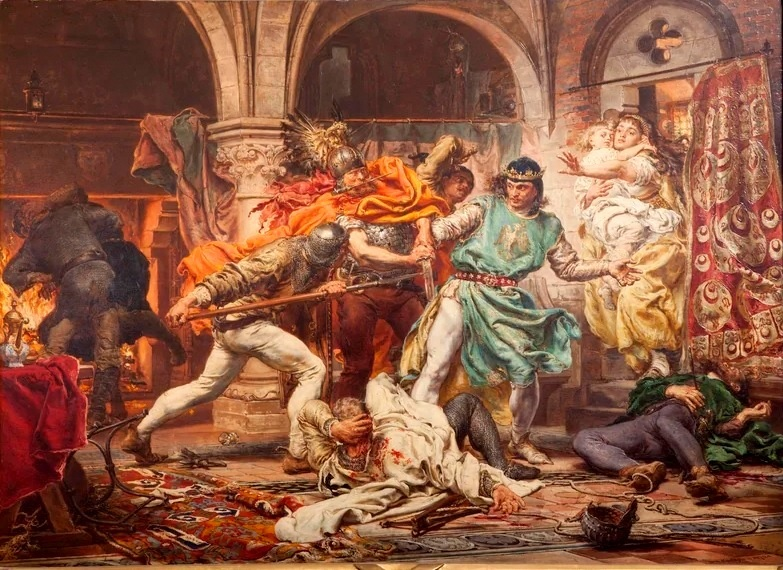
Jan Matejko Śmierć Przemysława w Rogoźnie 1881 r.

Dokument lokacyjny Kostrzyna z 1251 wspomina o grupie „gości” książęcych z Rogoźna, historycy wątpią jednak, by tworzyli oni zorganizowaną społeczność miejską. Przyjmuje się, że właściwa lokacja miasta w Rogoźnie nastąpiła dopiero w 1280 wraz z odpowiednim dokumentem wystawionym przez Przemysła II. W przywileju tym wspomina się, że zasadźcami są Jan i Piotr Dedz, ówcześni właściciele miasta. Miasto lokowane było na prawie niemieckim, jakie obowiązywało też w Poznaniu. Przemysł II wybudował w Rogoźnie zamek modrzewiowy, o którym wspomina Jan Długosz w swej pracy pod tytułem „Annales seu cronicae incliti Regni Poloniae”. Król Przemysł II często przebywał w Rogoźnie, o czym świadczą dokumenty z lat 1284 i 1286. Miejscowość jako miasto pod zlatynizowaną staropolską nazwą Rogoszna wymieniona jest w jednym z łacińskich dokumentów wydanym w Gnieźnie w 1278 roku sygnowanym przez Przemysła II. Miasto na trwale weszło do historii Polski 8 lutego 1296, kiedy Przemysł zginął tu zamordowany w zasadzce (prawdopodobnie dokonanej z inicjatywy bądź z udziałem margrabiów brandenburskich). Przywileje nadane miastu przez Przemysła II zostały dwukrotnie potwierdzone przez innych władców. Po raz pierwszy już w roku 1296 potwierdził je dla rogozińskiego wójta Dobrogosta książę Władysław Łokietek. W 1427 roku prawa przyznane mieszkańcom Rogoźna zostały potwierdzone i w znaczny sposób poszerzone w dokumencie relokacyjnym wystawionym miastu przez króla Władysława Jagiełłę.
Z 1507 roku pochodzi pierwsze świadectwo istnienia osiedla żydowskiego w Rogoźnie.

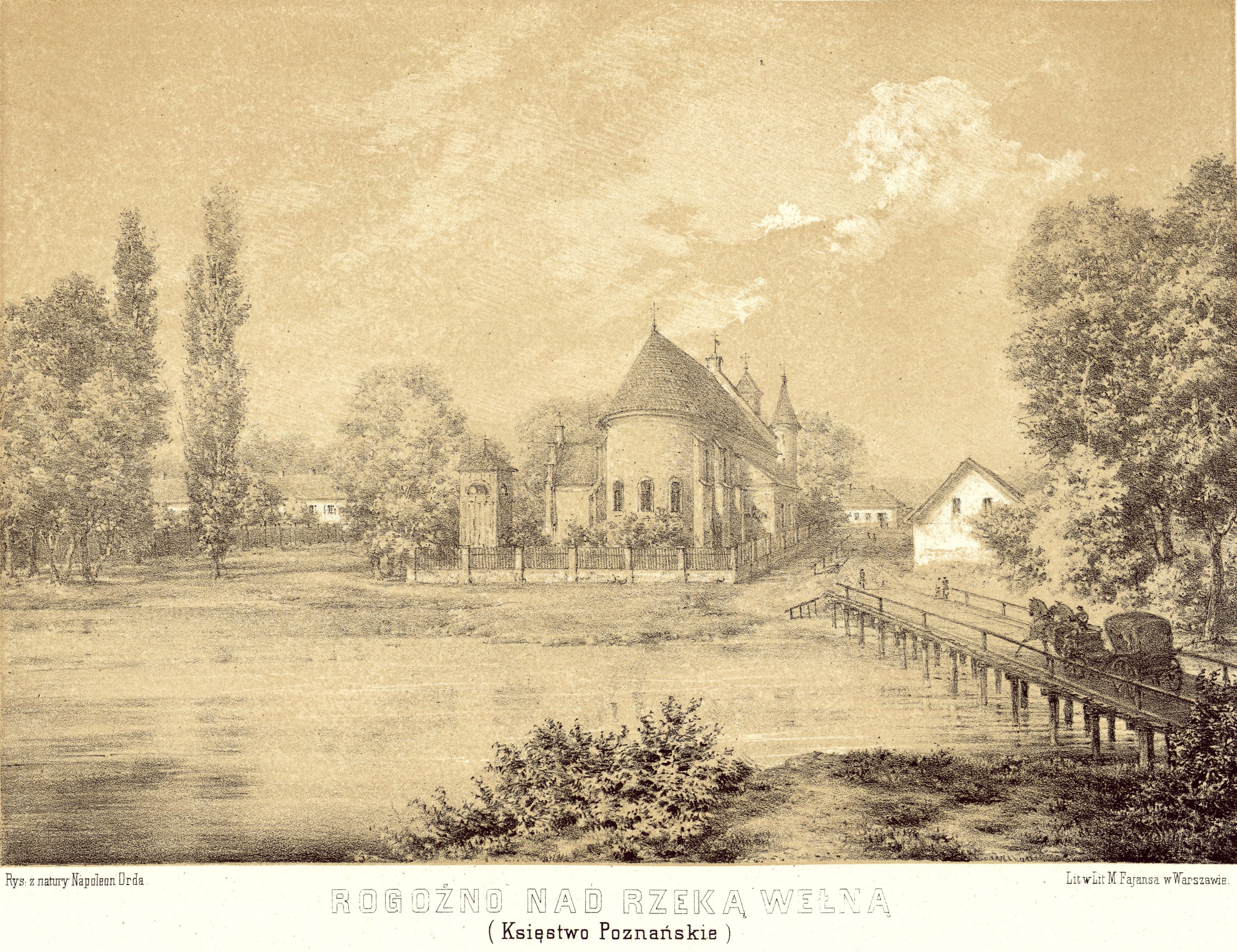
Rogoźno na litografii Napoleona Ordy (1880)

W 1750 roku starosta Jakub Szołdrski lokował Nowe Miasto Rogoźno. Przy tej okazji sprowadzono liczną grupę niemieckich sukienników. W XVIII wieku był to jeden z najznaczniejszych wielkopolskich ośrodków sukienniczych. W 1793 miasto anektowały Prusy w II rozbiorze Polski. W roku 1794 na mocy reskryptu króla pruskiego, formalnie połączono Nowe Miasto Rogoźno i Stare Miasto Rogoźno w jeden organizm miejski.
Po zwycięskim powstaniu wielkopolskim z 1806, Rogoźno weszło w skład Księstwa Warszawskiego. W 1806 w Rogoźnie utworzono polski 10 pułk piechoty.
W okresie Księstwa Warszawskiego w trakcie odwrotu Wielkiej Armii miała miejsce bitwa w Rogoźnie. 10 lutego 1813 rosyjskie oddziały pod dowództwem Woroncowa zaatakował 4 Pułk Nadwiślański polskiej piechoty zmuszając go do cofania się w kierunku na Parkowo i Oborniki.
Mieszkańcy brali aktywny udział w powstaniu wielkopolskim 1918/1919. Podczas II wojny światowej hitlerowcy zamordowali w pobliskich lasach rożnowickich ok. 12 tysięcy osób, m.in. pacjentów szpitala psychiatrycznego w podpoznańskich Owińskach i 100 jeńców angielskich.

## Zabytki

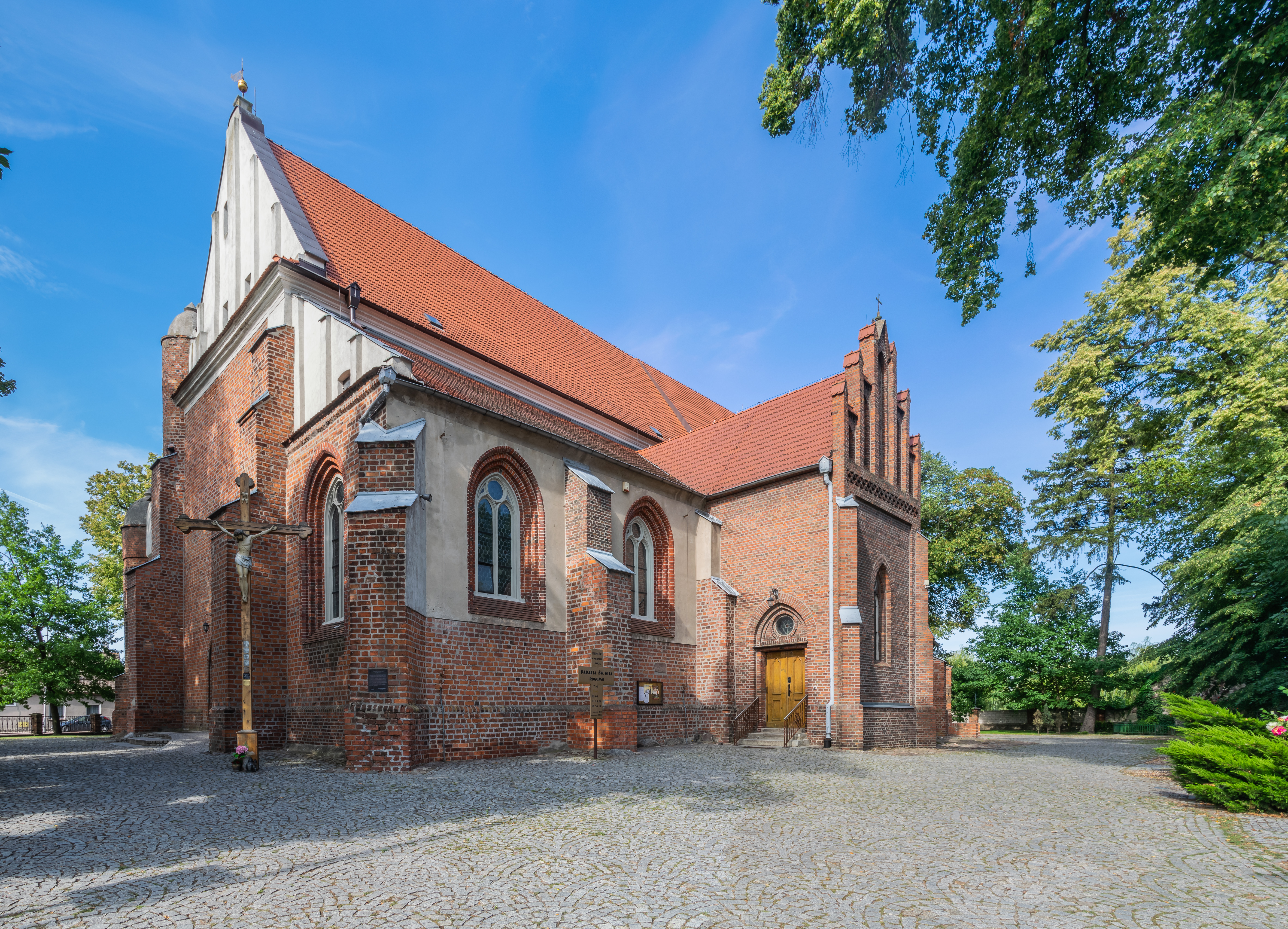
Kościół pw. św. Wita

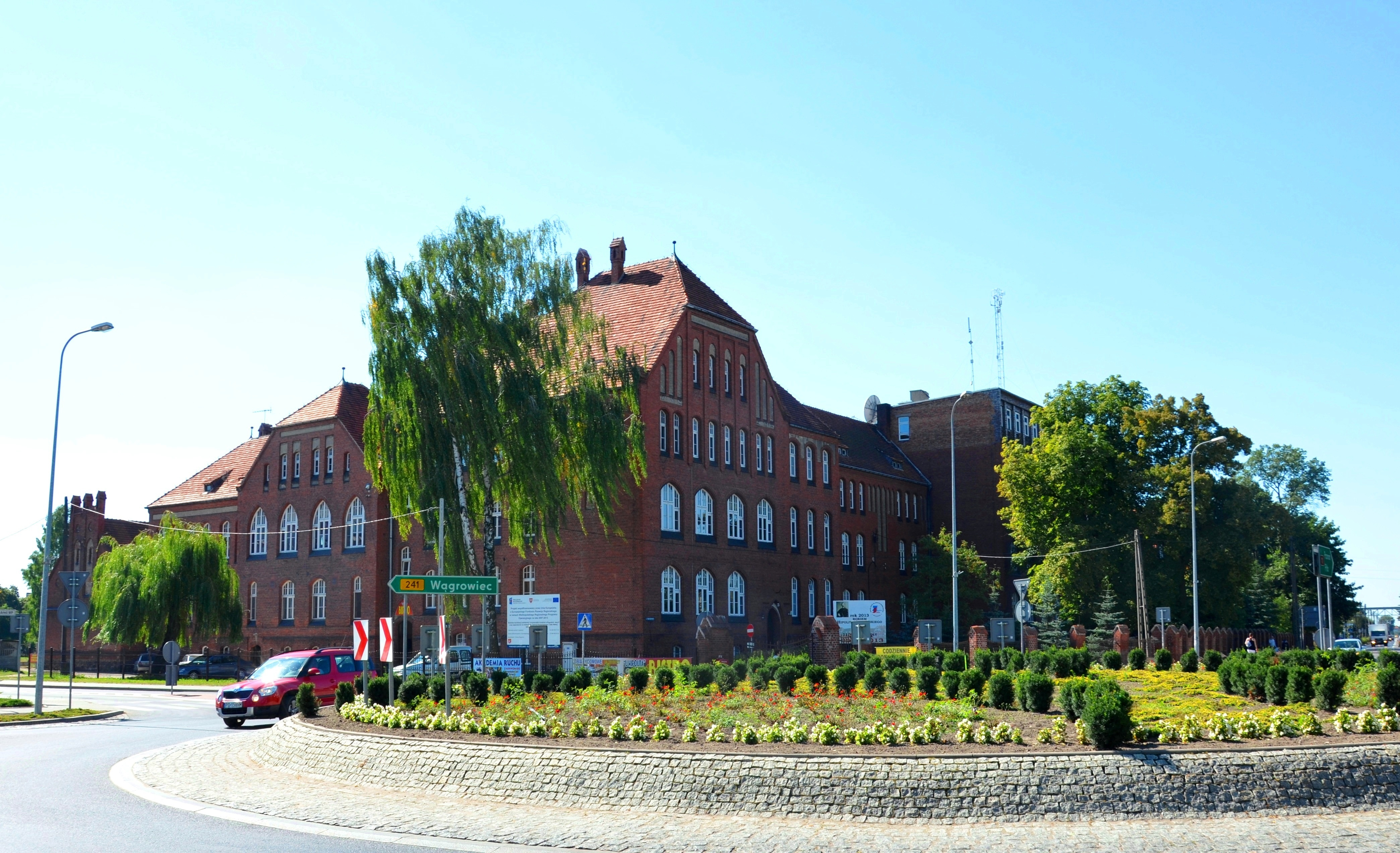
Dawne Seminarium Nauczycielskie z 1905, obecnie Zespół Szkół im. Hipolita Cegielskiego

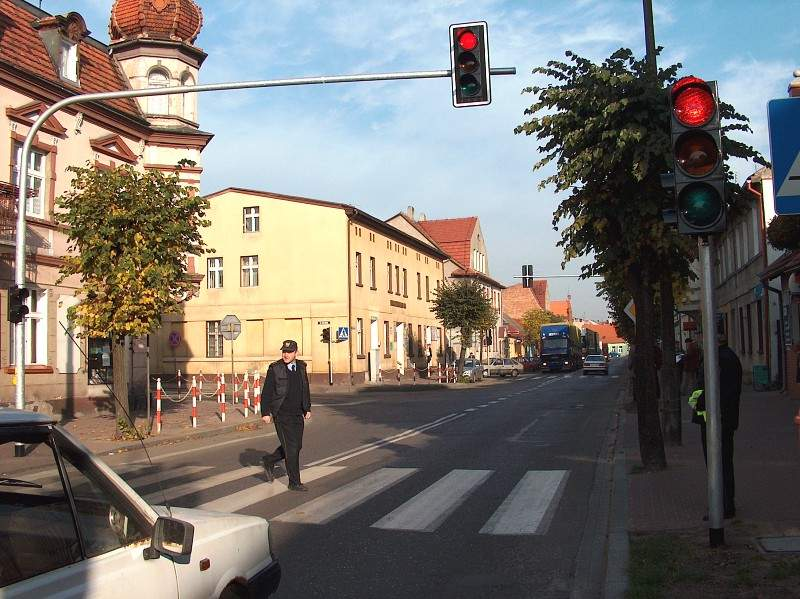
ul. Wielka Poznańska (centrum)

- średniowieczny układ urbanistyczny Starego Miasta z rynkiem (pl. Powstańców Wielkopolskich)
- Kościół pw. św. Wita, fundowany według tradycji przez Mieszka I i Dobrawę (wskazywałoby na to m.in. bardzo stare wezwanie), obecny gotycki z 1526 roku, wewnątrz cenna gotycka chrzcielnica z wkomponowanym medalionem rusko-bizantyjskim z XII wieku
- układ urbanistyczny Nowego Miasta z rynkiem (pl. Karola Marcinkowskiego) z XVIII wieku
- Muzeum Regionalne im. Wojciechy Dutkiewicz znajdujące się w dawnym Ratuszu (zabytkowy późnoklasycystyczny budynek zbudowany w latach 1826-1828, rozbudowany 1911-1913). Do najciekawszych zabytków eksponowanych w Muzeum należy znaleziony w okolicach dawnego grodu kasztelańskiego obosieczny miecz żelazny z XII wieku z napisem +INIOINI+ na obu stronach głowni
- kościół poewangelicki pw. Świętego Ducha z 1807 i znajdująca się przy nim drewniana dzwonnica z 1786
- Liceum Ogólnokształcące im. Przemysła II – jedna z najstarszych szkół średnich w Wielkopolsce, mieści się w budynku pochodzącym z 1869 roku, wewnątrz Szkolna Izba Tradycji, w której zgromadzono starodruki sięgające czasów pruskich, liczne dokumenty i fotografie, znajduje się tu także Biblioteka im. Marii i Józefa Sobolewskich zawierająca bezcenne wydawnictwa z końca XIX wieku i okresu II Rzeczypospolitej
- budynek sądu grodzkiego z 1905 roku, nr w rejestrze zabytków: 254/Wlkp/A z 17.10.2005 r.
- budynek Zespołu Szkół im. Hipolita Cegielskiego – dawne Seminarium Nauczycielskie. Oddany do użytku w 1905 roku, mieści 115 izb i jest do dzisiaj największym budynkiem w mieście
- gród średniowieczny na Wójtostwie
- cmentarz katolicki
- cmentarz ewangelicki
- Stary cmentarz żydowski w Rogoźnie – został założony pod koniec XVI wieku. Podczas II wojny światowej Niemcy zdewastowali cmentarz. Płyty nagrobne zostały wykorzystane do wybrukowania ulic wokół Nowego Rynku. Po wojnie pokryto te ulice asfaltem – bez wcześniejszego usunięcia macew. Na powierzchni 1,5 hektara nie zachował się żaden nagrobek. Zachowały się jedynie ruiny dawnego domu przedpogrzebowego. Nowy cmentarz żydowski został założony w XIX wieku. Podczas II wojny światowej również zdewastowany, a po wojnie zlikwidowany. Kilka zachowanych rozbitych macew znajduje się w Muzeum Regionalnym. Po rogozińskiej synagodze nie pozostało ani śladu[13]

## Edukacja
Żłobki:

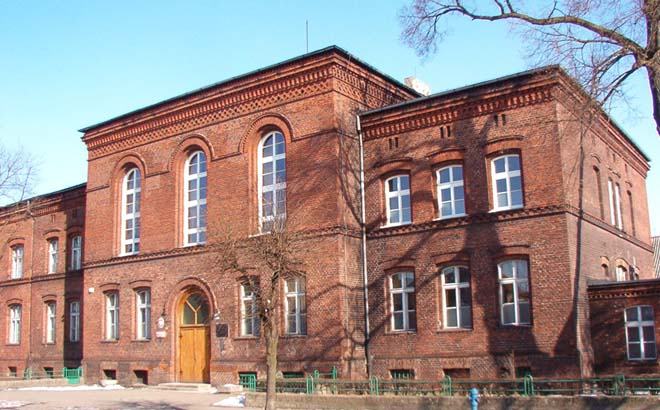
Liceum Ogólnokształcące im. Przemysława II

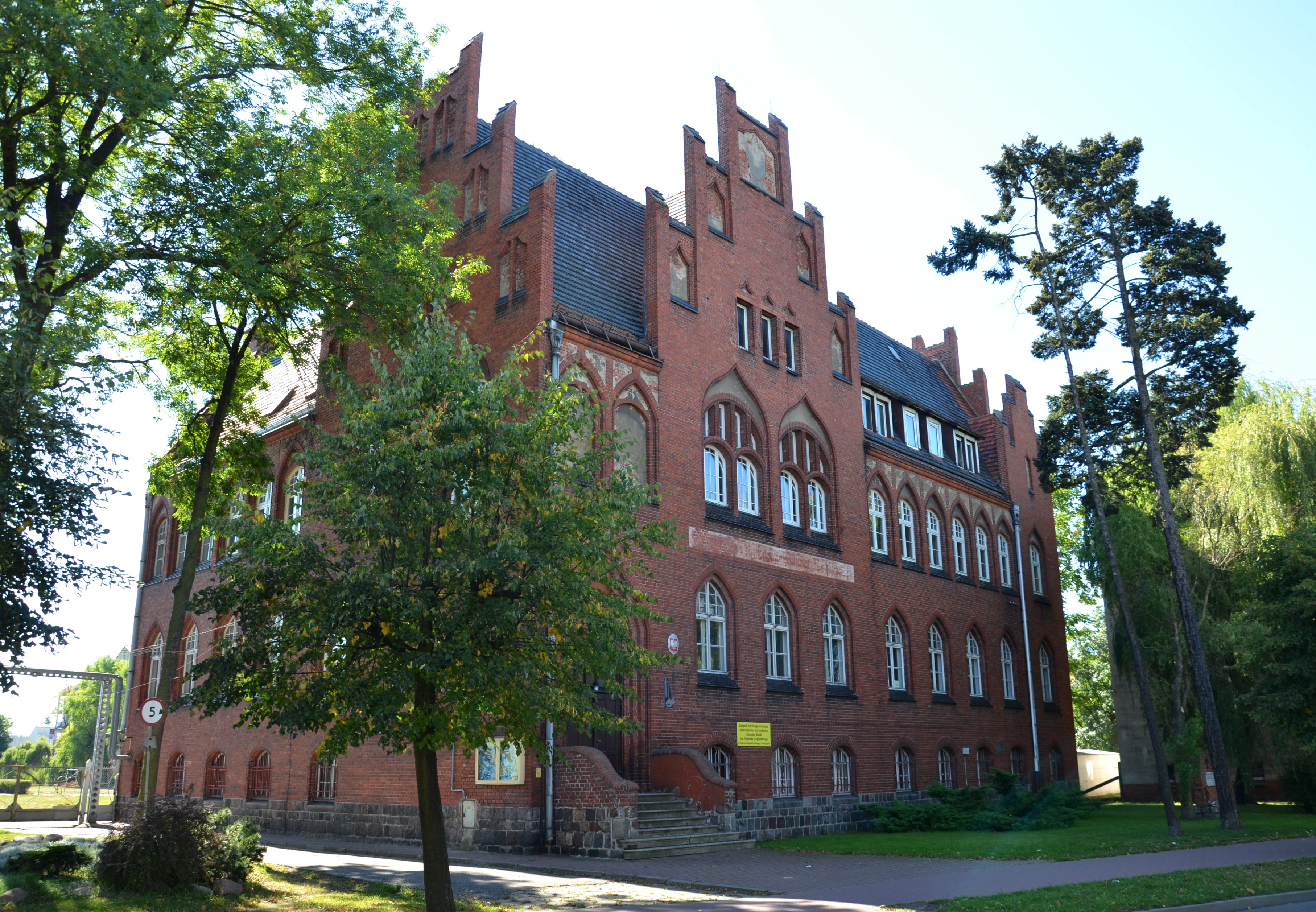
Dawny sąd grodzki z 1905, obecnie Zespół Szkół Agrobiznesu im. Dezyderego Chłapowskiego

- Oddział Żłobkowy przy Pierwszym Polsko – Angielskim Niepublicznym Przedszkolu „Akademia Małych Odkrywców” w Rogoźnie
- Gminny Żłobek „Zielona Kraina" w Rogoźnie

Przedszkola:
- Przedszkole nr 1 „Kubusia Puchatka” w Rogoźnie
- Przedszkole nr 2 „Bajkowy Świat" w Rogoźnie
- Przedszkole nr 3 „Strażak Sam" w Rogoźnie
- Pierwsze Polsko-Angielskie Niepubliczne Przedszkole „Akademia Małych Odkrywców” w Rogoźnie
- Prywatne Przedszkole „Przemysław” w Rogoźnie
- Prywatne Przedszkole „Motylek” w Rogoźnie

Szkoły podstawowe:
- Szkoła Podstawowa nr 2 im. Olimpijczyków Polskich w Rogoźnie
- Szkoła Podstawowa nr 3 im. Powstańców Wielkopolskich 1918/19 w Rogoźnie

Szkoły średnie:
- Liceum Ogólnokształcące im. Przemysła II w Rogoźnie
- Zespół Szkół im. Hipolita Cegielskiego w Rogoźnie

## Współpraca krajowa i międzynarodowa
Miasta i gminy partnerskie:
- Czorsztyn
- Kalisz Pomorski
- Mariampol
- Tulczyn
- Wustrow
- Wiehl
- La Trimouille

## Sport
- KS Rogoźno - drużyna piłkarska występująca w sezonie 2024/2025 w Klasie B Proton, grupa: wielkopolska II
- Klub Żeglarski Kotwica
- Pa-mar-sze Rogoźno
- Gamaja Rogoźno
- Lech Future

## Wspólnoty wyznaniowe
- Kościół rzymskokatolicki:

- parafia Ducha Świętego
- parafia św. Wita

- Świadkowie Jehowy:

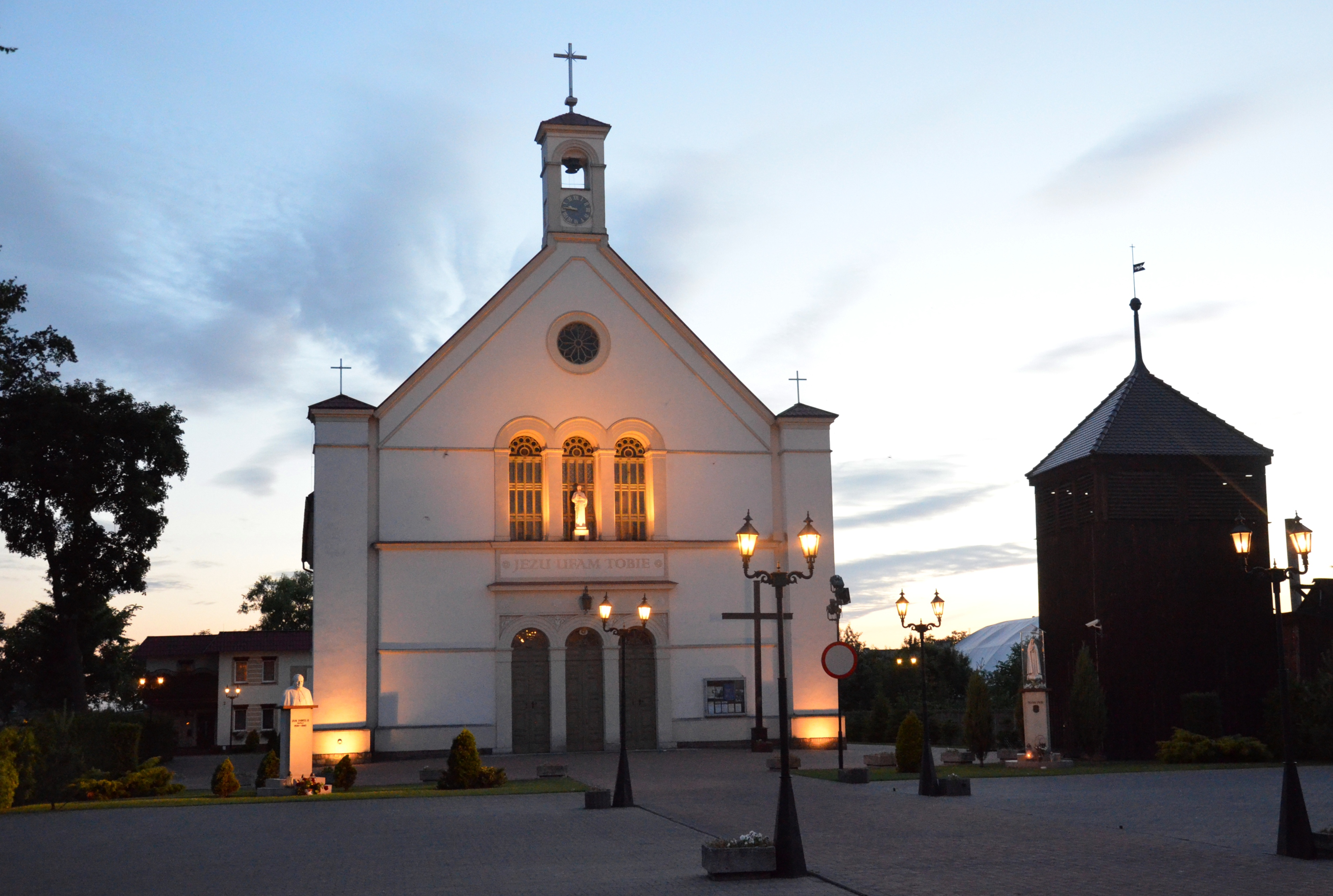
Poewangelicki kościół pw. św. Ducha

- zbór Rogoźno (Sala Królestwa ul. Konieczyńskich 31)